# Colaboración clerical con los servicios secretos comunistas
La colaboración clerical con los servicios secretos comunistas ocurrió en algunos países del Bloque del Este durante la Guerra Fría. Hubo varias razones por las cuales algunos miembros del clero decidieron actuar de esta forma. Algunos esperaron prestar servicios al gobierno a cambio de una reversión de las políticas de perseguir a los cristianos y otros deseaban comprar favores de las autoridades con el fin de avanzar en sus carreras, ya que las autoridades podrían influir en las promociones dentro de la jerarquía de la Iglesia. Por último, hay denuncias de que algunos miembros del clero eran agentes del servicio secreto desde el principio, trabajando de forma encubierta.

## Checoslovaquia
La Asociación del Clero Católico Pacem in terris fue una organización patrocinada por el régimen del clero católico en la Checoslovaquia comunista entre 1971 y 1989. Su nombre fue tomado de la famosa encíclica Pacem in Terris de la reforma del Papa Juan XXIII. El SKD PiT se registró el 1 de agosto de 1971 y sus objetivos declarados fueron "la paz en el mundo" y "la amistad entre las naciones". Pero en realidad su razón de ser era más bien controlar y espiar al clero e influir en la vida de toda la Iglesia. Su asamblea constitutiva se celebró en Praga el 31 de agosto de 1971.

## Polonia
El 20 de diciembre de 2006, los periodistas encontraron documentos de los archivos comunistas, según los cuales el arzobispo Wielgus colaboró —o al menos conversó— con el Servicio de Seguridad (en polaco: Służba Bezpieczeństwa o SB, la policía secreta) durante el régimen comunista en Polonia. Este desarrollo se considera especialmente importante en el contexto de la política polaca post-comunista, porque los personajes públicos, especialmente los políticos, pueden ser censurados y prohibidos para ejercer cargos públicos si se descubre que han colaborado con la SB. El proceso de revisión de los archivos del Servicio de Seguridad, conocido en Polonia como lustración (lustracja) ha sido la fuente de muchos escándalos políticos en los últimos años. El defensor del pueblo polaco de derechos humanos, Janusz Kochanowski, dijo el 4 de enero de 2007, que había pruebas en los archivos de la policía secreta que demostraban que el arzobispo Wielgus cooperó voluntariamente con las autoridades de la época comunista.
El arzobispo Wielgus reconoció que firmó una declaración de cooperación en 1978, pero insistió en que lo hizo sólo bajo coacción y cuestionó la duración y la caracterización de su contacto como se describe en los informes publicados. Wielgus hizo una declaración pública el 4 de enero de 2007 que indicaba que sólo proporcionó información acerca de su propio trabajo académico, y que los informes distorsionaban gravemente la verdad. Sin embargo, según el diario nacional polaco Rzeczpospolita, Wielgus tenía un papel más relevante de lo que él admitió, y alegó que él proporcionó información sobre las actividades estudiantiles que se remontaban a 1967, cuando él era estudiante de filosofía en la Universidad Católica de Lublin. El arzobispo Wielgus sólo reconoció una relación a partir de 1978 y pidió a la Conferencia Episcopal de Polonia examinar los archivos que le pertenecían.
El día después del descubrimiento de los documentos incriminatorios, el 20 de diciembre de 2006, el Servicio de Noticias Católico anunció que la Oficina de Prensa del Vaticano había emitido una declaración de apoyo con respecto a Wielgus: "La Santa Sede, para decidir el nombramiento del nuevo arzobispo de Varsovia, tomó en consideración todas las circunstancias de su vida, incluyendo los referentes a su pasado .... (Papa Benedicto XVI) tiene toda la confianza en monseñor Stanisław Wielgus y con plena conciencia le confió la misión de pastor de la archidiócesis de Varsovia".

## Rumania
Después de la Revolución rumana, la Iglesia Ortodoxa de Rumania nunca admitió de buen grado colaborar con el régimen, pero varios sacerdotes ortodoxos rumanos han admitido públicamente después de 1989 que han colaborado y/o eran informantes de la Securitate, la policía secreta comunista rumana. Un buen ejemplo fue el obispo Nicolae Corneanu, Metropolita de Banat, que admitió sus esfuerzos en nombre del Partido Comunista, y denunció la actividad del clero con los comunistas, incluido la suyo, en lo que definió "la prostitución de la Iglesia con el régimen comunista".
Antes de julio de 2006, cuando el problema acaparó todos los titulares, el Consiliul Naţional pentru Studierea Arhivelor Securităţii (Consejo Nacional para el Estudio de los Archivos de la Securitate; CNSAS) no hizo público ninguno de los archivos de los sacerdotes que colaboraron con la policía secreta comunista y respondió a sus peticiones de la sociedad civil para revelar la verdad sobre este asunto. El historiador Stejărel Olaru afirmó en una entrevista en televisión en julio de 2006 que ha puesto al descubierto algunos documentos que implican que el (ya fallecido) Patriarca de Rumania Teoctist Arăpașu fue un agente de la Securitate.
De inmediato, Constantin Stoica, portavoz del Patriarcado Rumano negó que Teoctist hubiese tenido conexiones con la Securitate y dijo que el patriarcado no pediría al CNSAS que verificase las informaciones respecto a las presuntas conexiones entre las personas de alto rango en la Iglesia y en la antigua policía secreta, porque "significaría dar demasiada importancia a esta información". Sin embargo, en noviembre de 2006, Stoica anunció que el Sínodo de la Iglesia Ortodoxa de Rumania había decidido formar una comisión, cuyos miembros serían los historiadores y no el clero joven, que funcionaría en paralelo con el CNSAS, por lo que "una vez el CNSAS identificara casos de representantes de la Iglesia que han colaborado con la Securitate, [el Sínodo] tomaría medidas con pleno conocimiento de los hechos. Cada caso particular estaría sujeto a un tribunal eclesiástico, en relación con los Cánones de la Iglesia".
Leonida Pop, quien fue despojado de su sacerdocio en la década de 1970 bajo la presión de la Securitate, debido a sus puntos de vista considerados reaccionarios por los comunistas, y que posteriormente huyó a Alemania Occidental, donde trabajó durante un tiempo para la Radio Europa Libre, dijo a la BBC que muchos de los líderes de la Iglesia en 2006 no fueron extraños a la colaboración con la Securitate. Dijo que durante el régimen comunista no era posible avanzar en la jerarquía eclesiástica sin el consentimiento y la colaboración con la Securitate. "Conozco algunos Obispos, tanto antiguos como actuales, que eran siervos devotos de la Securitate", dijo Pop.
En agosto de 2008, el CNSAS anunció que se habían verificado 260 representantes de cultos religiosos, entre ellos 89 sacerdotes de la Iglesia Ortodoxa de Rumania, para una posible colaboración con la Securitate, y se había descubierto que seis sacerdotes en verdad habían trabajado para la policía secreta comunista. El CNSAS advirtió que "el número de sacerdotes que colaboraron con la Securitate es considerable, dado el hecho de que la verificación en algunos casos aún está en curso". Entre los casos confirmados de colaboradores de la Securitate había cinco altos prelados de la Iglesia Ortodoxa de Rumanía: Nicolae Corneanu, Arzobispo de Timișoara y Metropolita de Banat; Pimen Zainea, Arzobispo de Suceava y Rădăuți; Andrei Andreicuţ, Arzobispo de Alba Iulia; Casian Craciun, obispo de Bajo Danubio; y Calinic Argatu, Obispo de Argeș. La sexta persona era Sandi Mehedințu, de la Iglesia Colțea de Bucarest.

## Rusia
Según el Archivo Mitrojin y otras fuentes, el Patriarcado de Moscú se estableció por orden de Iósif Stalin en 1943 como una organización de fachada del NKVD y posteriormente la KGB. Todas las posiciones claves en la Iglesia, incluyendo obispos, fueron aprobados por el Departamento Ideológico del Partido Comunista de la Unión Soviética (PCUS) y por la KGB. Los sacerdotes fueron utilizados como agentes de influencia en el Consejo Mundial de Iglesias y organizaciones de fachada, como el Consejo Mundial de la Paz, la Conferencia Cristiana de la Paz y la Rodina (Patria), fundada por el KGB en 1975.
El futuro patriarca ruso Alejo II dijo que Rodina se había creado para "mantener los lazos espirituales con nuestros compatriotas", como uno de sus principales organizadores. De acuerdo con el archivo y otras fuentes, Alejo ha estado trabajando para la KGB como agente DROZDOV y recibió una citación honoraria de la agencia por varios servicios. Los sacerdotes también han reclutado agentes de inteligencia en el extranjero y espiado a comunidades de emigrantes rusos. Esta información de Mitrojin ha sido corroborada por otras fuentes.
A principios de la década de 1990 y más tarde, el sucesor de Alejo, Cirilo I, fue acusado de tener vínculos con la KGB durante gran parte del período soviético, al igual que muchos miembros de la jerarquía de la Iglesia Ortodoxa Rusa, y de perseguir los intereses del Estado antes que los de la Iglesia. Su nombre en clave como presunto agente de la KGB era "Mikhailov".

## Ucrania
Los clérigos disidentes de la Iglesia greco-católica ucraniana convocaron un "sínodo" (soviético supervisado) en Lviv en 1946 y en este sínodo anularon la Unión de Brest de 1596 y todos sus estatutos. El antiguo sacerdote Havryil Kostelnyk (que más tarde murió en circunstancias dudosas) se vio obligado o convencido a presidir este sínodo de en 1946, probablemente debido al chantaje por el NKVD soviético y otros servicios secretos. Irónicamente, como todos los obispos de la Iglesia greco-católica ucraniana estaban, en ese momento o en la cárcel o en el exilio, no hubo obispos de esta Iglesia involucrados, por lo que el supuesto sínodo fue canónicamente ilegítimo por los cánones oficiales de ambas Iglesias ortodoxa y católica por igual.
Aunque oficialmente toda la propiedad de la iglesia fue trasladada a la Iglesia Ortodoxa Rusa en el marco del Patriarcado de Moscú, algunos clérigos católicos griegos ucranianos pasaron a la clandestinidad. Esta iglesia catacumba fue fuertemente apoyada por la diáspora ucraniana creada por la emigración masiva hacia el hemisferio occidental, que ya había comenzado en la década de 1870 y un aumento en el final de la Segunda Guerra Mundial.